# Loyalties (film 1933)
Loyalties è un film del 1933 diretto da Basil Dean e Thorold Dickinson

## Produzione
Il film fu prodotto dalla Associated Talking Pictures (ATP).

## Distribuzione
Distribuito dalla Associated British Film Distributors (A.B.F.D.), il film fu presentato a Londra il 3 luglio 1933. Harold Auten lo distribuì negli Stati Uniti dove fu proiettato a New York il 24 ottobre 1934.